# سالم بن ناصر الإسماعيلي
الدكتور سالم بن ناصر الإسماعيلي مستشار عماني بوزارة الخارجية العمانية. كان الإسماعيلي في السابق رئيس مجلس الإدارة والرئيس التنفيذي للهيئة العامة لترويج الاستثمار وتنمية الصادرات في سلطنة عمان (إثراء). تم منح الإسماعيلي وسام الدرجة الثانية من سلطنة عمان من قبل سلطان عمان هيثم بن طارق، ووسام الدرجة الثالثة والثانية من عمان من قبل سلطان عمان الراحل السلطان قابوس بن سعيد بن تيمور.

## تعليم
الإسماعيلي حاصل على درجات علمية في الاتصالات، والفنون الحرة، والهندسة الصناعية، وإدارة الأعمال، والإدارة. مع دكتوراه في الفلسفة والاقتصاد من جامعات بريطانية وأمريكية. [بحاجة لمصدر]

## السيرة
عمل الإسماعيلي كعضو منتدب في المؤسسة العامة للمناطق الصناعية (PEIE)  من 1984 إلى 1996. تأسست أول منطقة صناعية في سلطنة عمان في الرسيل عام 1983. مع إنشاء المناطق الصناعية الجديدة، تم تشكيل المؤسسة العامة للمناطق الصناعية (PEIE) بعد عقد من الزمن لإعطاء دفعة كبيرة للتنمية الصناعية في البلاد.
في عام 1996، تم تعيينه نائبا رئيس مجلس الإدارة والرئيس التنفيذي للمركز العماني لترويج الاستثمار وتنمية الصادرات. في عام 2010، تم تعيينه رئيسًا لإثراء، بدرجة وزير. التي تأسست في عام 1996. إثراء هي وكالة الاستثمار الداخلي وتنمية الصادرات العمانية الحائزة على جوائز. وهي ملتزمة بتعزيز بيئة الأعمال التجارية وتعزيز سهولة نقل البضائع للأفراد وتخدم دوليًا. الإسماعيلي عضو في جمعية فولبرايت للسلام.

### عضو مجلس الإدارة
كما يشغل الإسماعيلي منصب عضو مجلس إدارة في العديد من الشركات الخاصة في مجال الخدمات المالية والطاقة بصفته الشخصية. شغل منصب رئيس مجلس إدارة شركة عمان أوريكس للتأجير ش م ع ع، مدير بنك مسقط (ش.م.ع.ع)، معهد فريزر، الخليج لدرفلة الألمنيوم شركة BSC (ج)، مدير البنك الأهلي (ش م ع ع) من 2008 إلى يونيو 2010، مدير شركة النهضة للخدمات (ش م ع ع)، وتسويق النفط العمانية شركة (ش م ع ع).

### مؤسسة البحوث الدولية
الإسماعيلي هو مؤسس ورئيس مجلس إدارة مؤسسة الأبحاث الدولية، وهي مؤسسة فكرية اقتصادية غير حكومية وغير ربحية كانت رائدة في أبحاث الحرية الاقتصادية في العالم العربي.
تهدف المجموعة إلى توفير مقياس موثوق وموضوعي للسياسة الاقتصادية في جميع أنحاء العالم العربي. بقياس مدى قدرة مواطني دول جامعة الدول العربية على اتخاذ قراراتهم الاقتصادية دون قيود مفروضة من قبل الحكومة أو النخب المحسوبة. يقدم التقرير قياسًا تجريبيًا سليمًا للسياسة الاقتصادية يمكن أن يميز بين الإصلاح الزائف الذي يترك السلطة الاقتصادية والسياسية في أيدي النخب المحببة، والإصلاح الحقيقي الذي يخلق الازدهار وريادة الأعمال والوظائف الجديدة، من خلال فتح فرص الأعمال والعمل للجميع، يهم من يعرفون. تتمتع المجتمعات العربية والإسلامية بتقاليد تجارية ثرية تحتفل بالأسواق المفتوحة حتى لأضعف أفراد المجتمع. تتوافق الحرية الاقتصادية مع هذا التاريخ الفخور وتوفر طريقًا إلى غد أكثر ازدهارًا وحرية. الحرية الاقتصادية هي ببساطة قدرة الأفراد والعائلات على تحمل مسؤولية مصيرهم واتخاذ قراراتهم الاقتصادية الخاصة - للبيع أو الشراء في السوق دون تمييز، أو فتح أو إغلاق شركة، أو العمل لصالح من يرغبون فيه أو تعيين من يرغبون فيه. ترغب في الحصول على استثمار أو الاستثمار في الآخرين.
حصل الإسماعيلي على لقب «رجل العام» في عام 2015 في مهرجان الحرية العربي في مراكش في المغرب.
تم تكريمه لمساهمته المهنية والأكاديمية الاستثنائية في فهم المشاريع الحرة في العالم العربي، والسياسات العامة التي تشجع الرخاء والابتكار وتحقيق الإنسان.
نشر الإسماعيلي العديد من الأوراق حول موضوع الثقافة والإدارة والاقتصاد بما في ذلك خمسة كتب عن ثقافة الشركة والتاريخ والدين.

### إطلاق سراح المتنزهين الأمريكيين المسجونين في إيران

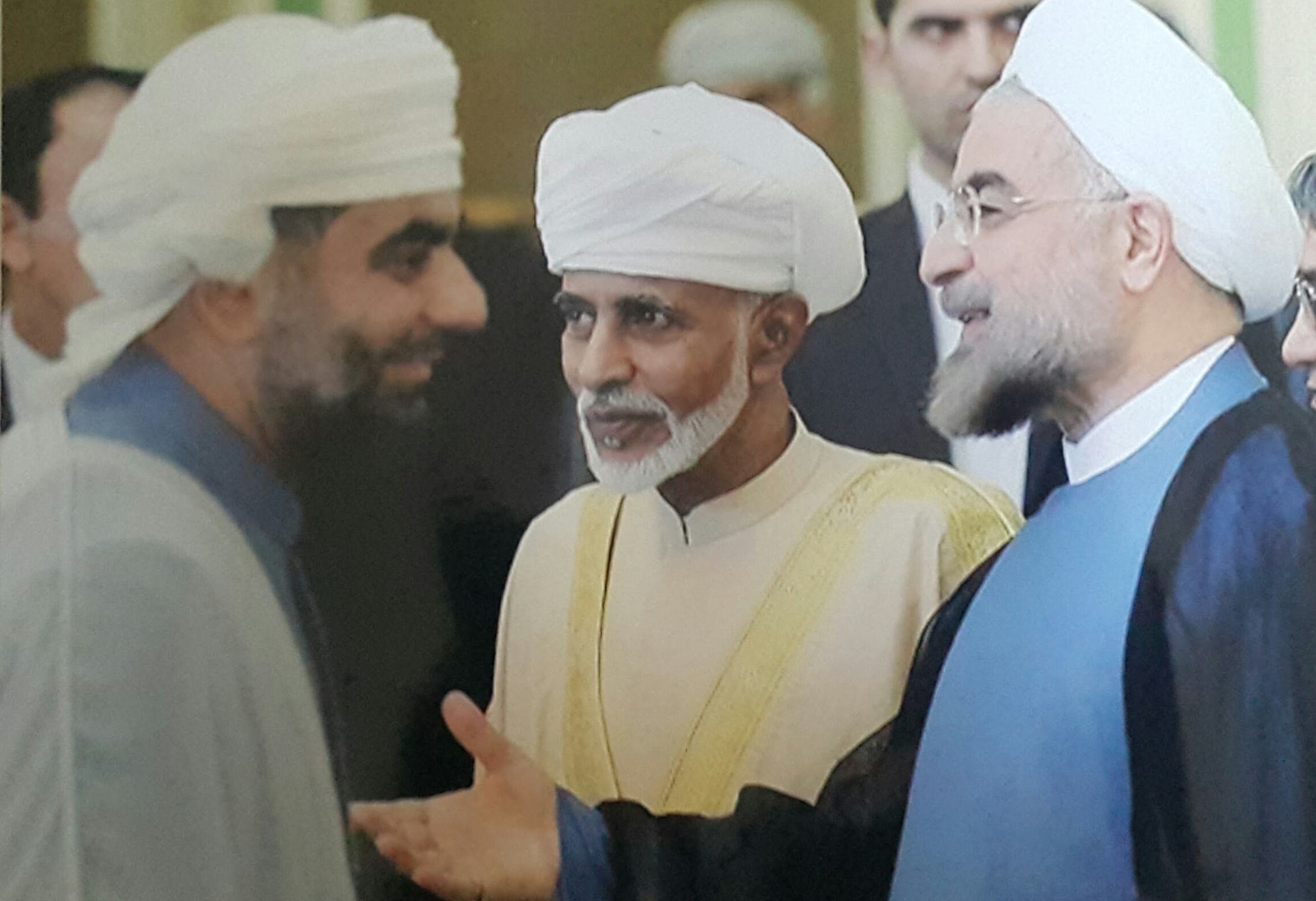
الدكتور سالم الاسماعيلي مع الرئيس حسن روحاني والسلطان قابوس بن سعيد

تم الإفراج عن الأمريكيين شين باور وجوش فتال في سبتمبر 2011، بعد احتجازهما في سجن إيفين بطهران لمدة 26 شهرًا. وقال مبعوث سلطنة عمان في إيران في بيان إن "الجمهورية الإسلامية الإيرانية قامت بتسليم باور وفتال إلى عهدة الدكتور سالم الإسماعيلي مبعوث السلطان قابوس بن سعيد سلطان عمان التي تتمتع بعلاقات ممتازة معها. كل من إيران والولايات المتحدة. الدكتور الإسماعيلي مع المتنزهين الذين غادروا في طريقهم إلى مسقط حيث سيقضون يومين قبل العودة إلى ديارهم.
وصل الاثنان اللذان أفرج عنهما من سجن إيراني إلى مسقط عاصمة عمان قبل مغادرتهما مطار مسقط متوجهاً إلى مكان مجهول، وأصدر فتال وباور بيانات موجزة. لم يتلقوا أي أسئلة من المراسلين. وأعرب جوش فتال عن عميق امتنانه لسلطان عمان قابوس لإطلاق سراحهم.
واتصل الرئيس أوباما بالسلطان قابوس بن سعيد لينقل تقدير الولايات المتحدة لدور السلطان في تأمين إطلاق سراح المتنزهين.  

### القناة الخلفية العمانية

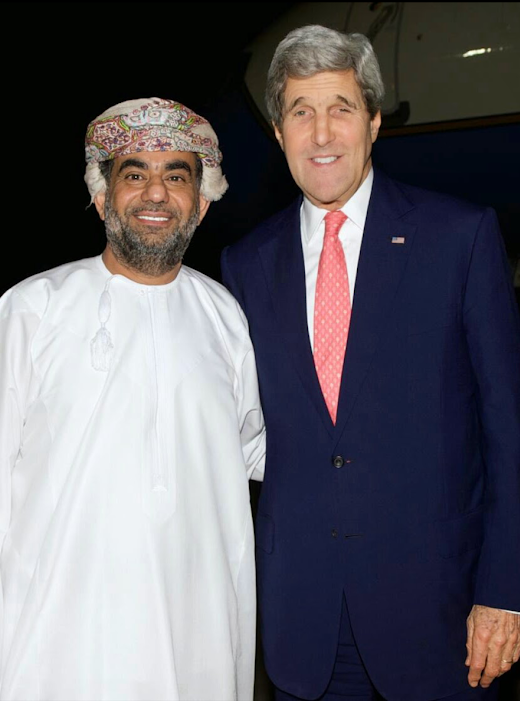
د. سالم الاسماعيلي مع جون كيري

كان الإسماعيلي هو العنصر الملون لـ «القناة الخلفية» العمانية لإيران التي افتتحت في عام 2009. بدأ الاتصال بالإسماعيلي في مايو 2009 بعد أربعة أشهر من تولي الرئيس أوباما منصبه. فاجأ الأمريكيين بـ «عرض إيران للتفاوض» حول البرنامج النووي، وأكد الإسماعيلي أن بإمكانه جلب الإيرانيين إلى طاولة المفاوضات، وقد قطع وعده. عرف جون كيري وسالم الإسماعيلي بعضهما البعض خلال مفاوضات المتنزهين، وقام كيري بعدة زيارات إلى عمان في عام 2011 وأوائل عام 2012. وبحسب مارك لاندلر، «في إطار حماسه لبدء المفاوضات، أرسل كيري عدة رسائل إلى الإيرانيين عبر الإسماعيلي».
يتذكر كيري قائلاً: «خلال الدقائق الخمس الأولى من لقاء سالم، أدركت أن هدفه تجاوز المتنزهين. تحدثنا عن أهمية إعادة جوش وشين إلى المنزل بسرعة، لكنه تحول بسرعة إلى إمكانية إحراز تقدم على الجبهات الأخرى أيضًا. على رأس القائمة كان مسار إيران الحالي لامتلاك سلاح نووي».
أوضح لي سالم خلال ذلك الاجتماع الأول أن السلطان قابوس شعر أنه يمكن أن يكون مفيدًا في تقديم حل مقبول للطرفين. كان من الواضح أيضًا أن العمانيين لم يتصرفوا فقط من منطلق حسن النية؛ كانوا يعلمون أن إيران المسلحة نوويا ستقوض بشكل أساسي استقرار المنطقة ".
وكانوا قلقين كما كنا نحن، من أن طهران تقترب أكثر فأكثر من سلاح. تم إطلاق سراح شين وجوش أخيرًا في سبتمبر 2011، ويرجع الفضل في ذلك إلى حد كبير إلى جهود عمان. برأيي، ومن وجهة نظر الكثيرين في إدارة أوباما، بمن فيهم الرئيس أوباما نفسه، فقد أثبت السلطان قابوس جديته ونفوذه مع الإيرانيين.
"بعد أن أثبتوا نواياهم الحسنة، اعتقدت أنه من المناسب معرفة ما إذا كان بإمكانهم المساعدة في سد فجوة الاتصالات مع الإيرانيين. كنا بحاجة إلى مزيد من التبصر في تفكيرهم. كنا بحاجة إلى تقييم الاحتمالات بشكل أفضل. بدأت أنا وسالم نتحدث بانتظام، على الهاتف ومن وقت لآخر، بشكل شخصي.
«كان هناك اتفاق عام على أنه بالنظر إلى نجاح إطلاق سراح المتجولون، فإن الأمر يستحق على الأقل استكشاف إمكانية إحراز تقدم على الجبهة النووية. بموافقة الرئيس أوباما، بدأت التخطيط لرحلة إلى مسقط للقاء السلطان قابوس على أمل اكتساب رؤية أفضل لما هو ممكن حقًا».

### عمان وتنزانيا

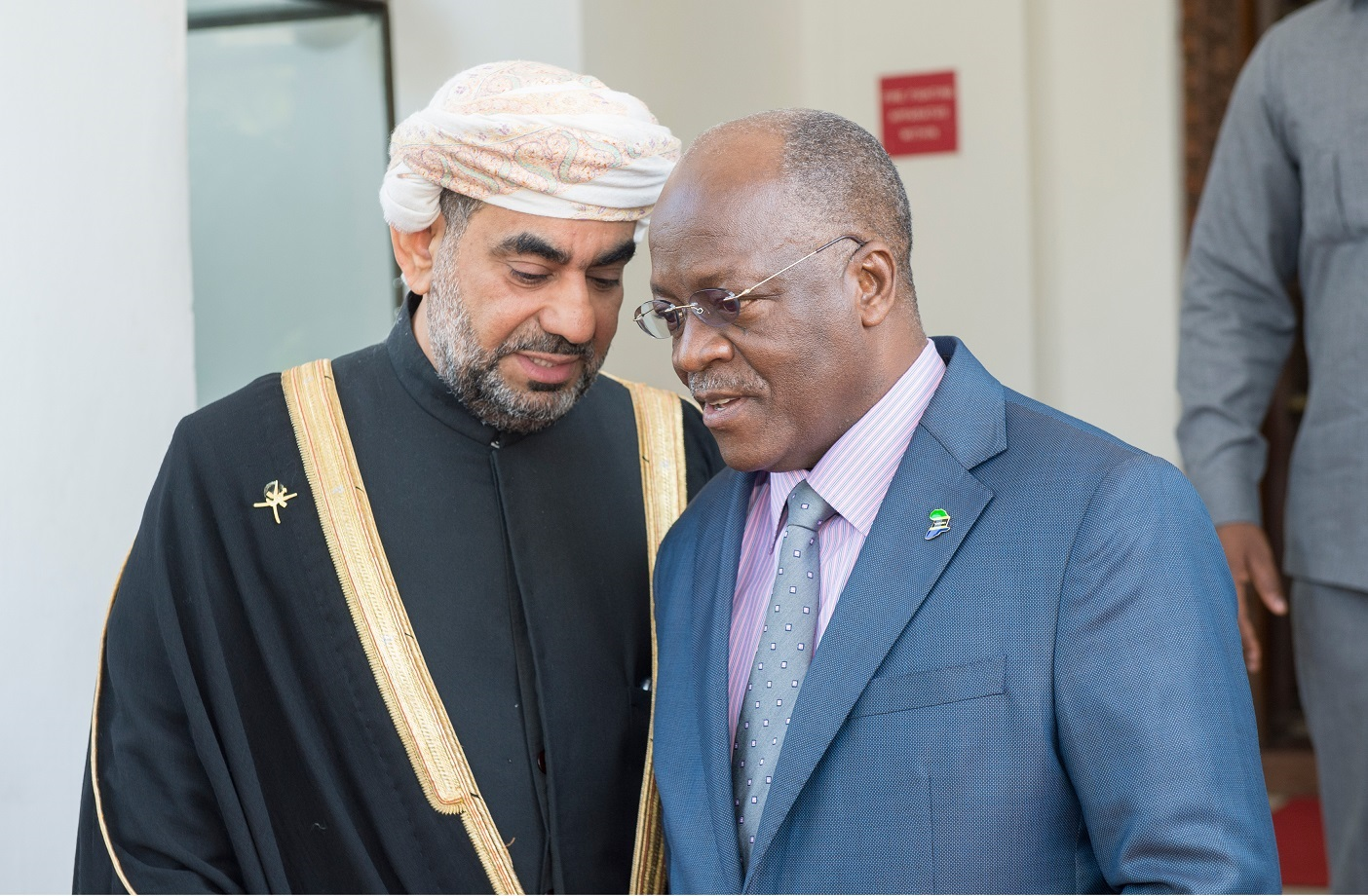
الرئيس جون ماجوفولي مع الدكتور سالم الإسماعيلي

تعهدت عُمان بدعم تنزانيا في مساعيها نحو اقتصاد صناعي يهدف إلى جعل الدولة الواقعة في شرق إفريقيا دولة ذات دخل متوسط بحلول عام 2025. وقال البيان إن وفدا رفيع المستوى من سلطنة عمان تعهد خلال محادثات مع الرئيس جون ماجوفولي.
ووصل الوفد إلى ميناء دار السلام يوم الثلاثاء 17 أكتوبر 2017 على متن باخرة معدة باسم فولك السلامة. وكانوا يهدفون إلى تعزيز العلاقات بين تنزانيا وسلطنة عمان، وخاصة على الصعيد الاقتصادي. من جانبه، تعهد الرئيس ماجوفولي، إلى جانب شكر الحكومة الملكية العمانية على التزامها، بمواصلة التعاون.

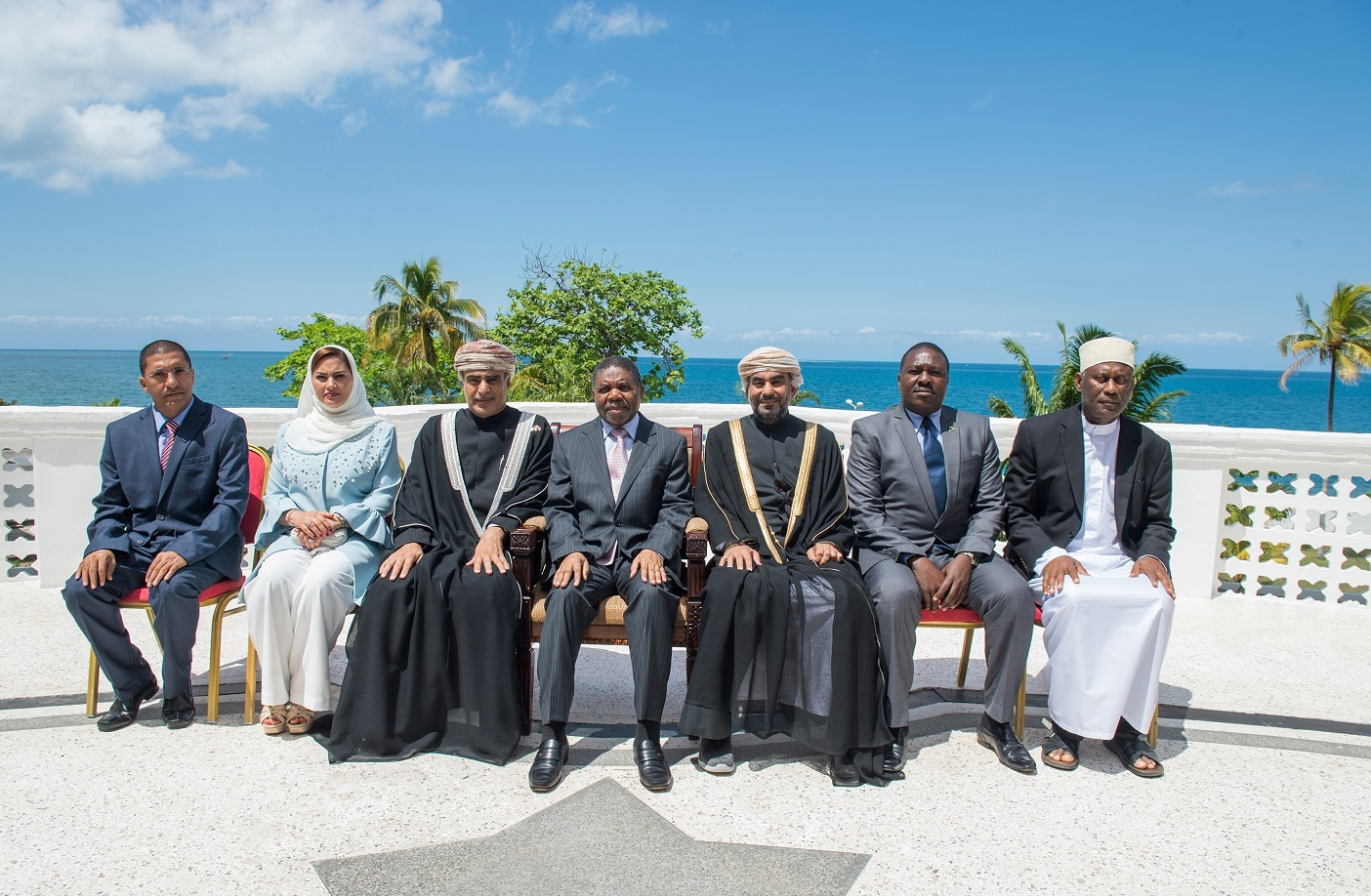
علي شين رئيس زنجبار مع الوفد العماني

وقال الرئيس إن تنزانيا مستعدة لخلق بيئة مواتية للاستثمارات من خلال منح المستثمرين الدعم اللازم. وطالب حكومة سلطنة عمان بتعزيز علاقتها مع تنزانيا في قطاعات السياحة وصيد الأسماك والطيران وكذلك إنشاء صناعات معالجة اللحوم وتبادل البرامج للخبراء في اللغة السواحيلية واللغة العربية. كما شكر ماجوفولي الحكومة العمانية على بناء 100 بئر مياه في جميع أنحاء البلاد وطالب بمزيد من الاستثمارات في العاصمة الجديدة دودوما بوسط تنزانيا.

## المنشورات
للإسماعيلي دور فعال في تعزيز العلاقات التجارية بين عمان والولايات المتحدة.[بحاجة لمصدر]
كتب عدة كتب مثل داخل ثقافة الشركة العمانية - بحث في أساليب الإدارة، شارك في تأليفه مع البروفيسور بيتر ماكيرنان من جامعة سانت أندروز، وهو الأساس الأكاديمي لهذه القصة. ريتشارد تزوديكر[من؟] كاتب مستقل حاصل على درجة البكالوريوس في اللغة الإنجليزية من جامعة كولجيت ودرجة الماجستير في إدارة الأعمال من جامعة دنفر.

## الشؤون الدينية
وفي إطار جهوده لتعزيز الحوار الثقافي، التقى الإسماعيلي بالبطريرك مور إغناطيوس أفريم الثاني في مسقط لمناقشة قضايا التبادل الثقافي والديني التي تحدثوا فيها عن تاريخ الأديان، وخاصة تاريخ الكنيسة السريانية الأرثوذكسية ووجودها في عمان. جرت النقاشات بحضور مار كليميس دانيال كورية، مطران بيروت، ربان جوزيف بالي، السكرتير البطريركي ومدير المكتب الإعلامي.

## مرتبة الشرف
وسام الشمس المشرقة الدرجة الثانية النجمة الذهبية والفضية عتم 2017.

## روابط خارجية
- "Sultanate of Oman: One of most economically free countries in the world". www.middle-east-online.com. مؤرشف من الأصل في 2016-08-20. اطلع عليه بتاريخ 2016-07-29.
- Ignatius، David (7 يونيو 2016). "The Omani 'back channel' to Iran and the secrecy surrounding the nuclear deal". The Washington Post. مؤرشف من الأصل في 2020-12-08. اطلع عليه بتاريخ 2016-07-29.
- "David Ignatius: The Omani backchannel to Iran". www.journalnow.com. مؤرشف من الأصل في 2021-07-02. اطلع عليه بتاريخ 2016-07-29.
- "Ithraa to lead trade team of 14 Omani firms to India". Times Of Oman. مؤرشف من الأصل في 2016-08-07. اطلع عليه بتاريخ 2016-07-29.
- Landler، Mark (2 مايو 2016). "For Hillary Clinton and John Kerry, Divergent Paths to Iran Nuclear Talks". The New York Times. مؤرشف من الأصل في 2023-02-01. اطلع عليه بتاريخ 2016-07-29.
- "The Daily 202: Primary wins show Hillary Clinton needs the left less than pro-Sanders liberals think". Washington Post. مؤرشف من الأصل في 2019-10-10. اطلع عليه بتاريخ 2016-07-29.